# Hannes Neumann
Hannes Neumann (* 26. März 1939; † 7. November 2018) war ein deutscher Basketball-Nationalspieler und -trainer, Handball-Spieler sowie Sportwissenschaftler.

## Laufbahn
Neumanns Mutter Maria war deutsche Basketballnationalspielerin sowie erfolgreiche Leichtathletin und Tennisspielerin, sein Vater Otto war Direktor des Instituts für Leibesübungen der Universität Heidelberg und Gründer der Basketball-Abteilung des USC Heidelberg, die 1950, ein Jahr nachdem der Verein aus der Taufe gehoben worden war, ins Leben gerufen wurde.
Neumann errang 1956 mit der Heidelberger A-Jugend den deutschen Meistertitel. 1957 gewann er mit der Herrenmannschaft erstmals die deutsche Meisterschaft (DM), zu seinen Mannschaftskollegen gehörte auch sein Bruder Fritz. Bis 1962 gewann Neumann mit dem USC sechs Mal in Folge den DM-Titel, während er an der Universität Heidelberg ein Studium in den Fächern Geschichte, Anglistik, Wirtschaftsgeschichte und Sport absolvierte.
1961 und 1965 nahm Neumann mit der deutschen Nationalmannschaft an den Europameisterschaften teil.
In der Saison 1962/63 gehörte er aufgrund eines Studienaufenthalts an der Cornell University in den Vereinigten Staaten nicht zum Heidelberger Aufgebot. 1966 holte er mit dem USC seinen siebten deutschen Meistertitel und wurde im selben Jahr zudem mit der SG Leutershausen deutscher Handball-Vizemeister. 1967 schloss Neumann seine Doktorarbeit im Fach Geschichte ab.
Im Februar 1968 übernahm Neumann als Nachfolger von Kurt Siebenhaar zunächst als Spielertrainer die Mannschaftsleitung des USC. 1971 gab er das Traineramt ab, um an der Technischen Universität Braunschweig eine Professur für Sportwissenschaft anzutreten. Er schloss sich im selben Jahr dem Bundesligisten MTV Wolfenbüttel an, wo er fortan bis 1975 neben seiner akademischen Arbeit als Trainer engagiert war. Zwischen 1968 und 1971 gehörte Neumann als Lehrwart zum erweiterten Vorstand des Deutschen Basketball-Bundes.
1977 trat Neumann eine Professorenstelle am sportwissenschaftlichen Institut der Justus-Liebig-Universität Gießen mit dem Schwerpunkt Trainingswissenschaft an und übernahm ab dem Spieljahr 1977/78 das Traineramt beim MTV Gießen, den er in seinem ersten Amtsjahr prompt zum deutschen Meistertitel führte. 1979 wurde der MTV unter Neumann noch Vizemeister und DBB-Pokalsieger. Mit diesen Erfolgen beendete er seine Tätigkeit im Verein vorerst, kehrte aber 1982 ins Traineramt zurück, im Dezember 1983 kam es nach sieben Niederlagen in Folge zwischen ihm und dem MTV zur Trennung. Neumann war 1985/86 Gastprofessor an der Freien Universität Berlin und gleichzeitig Trainer des DTV Charlottenburg, den er 1985 zur deutschen Vizemeisterschaft führte. Nach seinem Abstecher in die Hauptstadt setzte Neumann seine Tätigkeit am Gießener Institut für Sportwissenschaft fort. Er wurde später auch Erster Vizepräsident der Justus-Liebig-Universität Gießen.
In der Saison 1993/94 war Neumann als Nachfolger von Hans Brauer für einige Monate noch einmal Trainer des MTV Gießen, Ende Januar 1994 trat Neumann nach einem Streit mit dem Spieler Doug Roth von seinem Amt zurück. Im Jahr 2000 brachte er das Buch „Richtig Basketball“ heraus, in dem er grundlegende Aspekte der Taktik, der Technik und des Trainings darstellte.